# Peter Zell
Peter Zell, född 3 september 1973 i Malmö Sankt Petri församling, är en svensk regissör, skådespelare och dramatiker. 
Zell har varit engagerad vid bland annat Riksteatern, Göteborgs stadsteater, Jönköpings länsteater, Hagateatern och Skillinge Teater. Han har skrivit pjäserna Drömmen om Florens, Holger och Else och Blå Natt. Han var konstnärlig ledare för teatergruppen Unga Studion 1994–1999. Han har senare genomgått producentutbildning vid Institutet för Högre TV-Utbildning (IHTV) i Göteborg. Sedan 2011 är han anställd på SVT som projektledare och manusredaktör. Han har bland annat arbetat med TV-produktionerna 30 grader i februari (2016), Bonusfamiljen (2018–2019) och Försvunna människor (2022).
Han är son till skådespelarna Christian Zell och Katarina Zell.